# Оптичка видљивост
Оптичка видљивост је термин који се користи нпр. у телекомуникацијама. Буквално значење је да се из једне тачке види друга тачка тј. да се може повући права линија. 
Оптичка видљивост је условљена закривљеношћу земаљске кугле али такође зависи од конфигурације терена. Поједине врсте телекомуникационих уређаја, пре свега у области радио система захтевају да између два уређаја - две антене постоји оптичка видљивост. Повећање оптичке видљивости се постиже постављањем антена на планинске врхове или у равници, на високе антенске стубове.